# این‌وود (نیویورک)
این‌وود (به انگلیسی: Inwood) یک منطقهٔ مسکونی در ایالات متحده آمریکا است که در شهرستان نساو، نیویورک واقع شده‌است. این‌وود ۵٫۵ کیلومتر مربع مساحت و ۹٬۷۹۲ نفر جمعیت دارد و ۳ متر بالاتر از سطح دریا واقع شده‌است.